# Мартюшиха
Мартюшиха — деревня в составе городского округа Навашинский Нижегородской области России.

## География
Деревня расположена в 29 км на северо-восток от города Навашино.

## История
В конце XIX — начале XX века деревня входила в состав Монаковской волости Муромского уезда Владимирской губернии. В 1859 году в деревне числилось 24 дворов, в 1926 году — 133 дворов.
С 1929 года деревня являлась центром Мартюшихинского сельсовета Муромского района Горьковского края, с 1931 года — в составе Монаковского сельсовета, с 1944 года — в составе Мордовщиковского района (с 1960 года — Навашинский район) Горьковской области, с 2009 года — в составе Поздняковского сельсовета, с 2015 года — в составе городского округа Навашинский.

## Население
| 1859 | 1905 | 1926 | 2002 | 2010 |
| ---- | ---- | ---- | ---- | ---- |
| 217  | ↘45  | ↗652 | ↘16  | ↘9   |